# Кронсиндикус
Кронсиндикус — в германских государствах XIX века советник по юридическим вопросам короны или монарха.
В Пруссии на этот пост назначался обычно уважаемый учёный-правовед, пользовавшийся особым доверием монарха, в задачу которого входило изучение всех важнейших правовых вопросов государства, а также контроль и ведение всех юридических дел королевского двора. После принятия Прусской конституции 1848—1850 годов (§ 3) кронсиндикусам предоставлялось право пожизненного членства в верхней палате прусского парламента, Палате господ.